# アメリカ打撃軍
アメリカ打撃軍（アメリカだげきぐん、United States Strike Command：STRICOM）はかつて存在したアメリカ軍における統合軍。1962年に設立され1972年にアメリカ即応軍に改編された。
キューバ革命の影響も受けてアメリカ軍は1960年より統合軍編制の見直しを行っていた。その中で、地球規模で戦略的展開を行う統合軍の必要性が考えられ、1962年1月にSTRICOMが設立された。STRICOMは陸軍および空軍で構成されており、海軍および海兵隊は含まれていない。陸軍は陸軍戦略軍団(Strategic Army Corps,STAC)、空軍は混成航空打撃部隊(Composite Air Strike Force,CASF)を提供していた。これは恒常的な統合司令部によって指揮され、世界各地に増援部隊として派遣される構想であった。設立当初は特に分担地域を有さなかったが、1963年に中東・南アジア・アフリカ地域への派遣に焦点があてられるようになった。1971年12月31日の再編で中東・南アジア・アフリカ地域はアメリカ欧州軍とアメリカ太平洋軍（現・アメリカインド太平洋軍）の管轄となり、STRICOMは分担地域を持たない増援部隊であるアメリカ即応軍(United States Readiness Command,USREDCOM)に改編された。